# Ескадрені міноносці типу «Уракадзе»
«Уракадзе»(яп. 浦風型駆逐艦) — серія ескадрених міноносців ВМС Японії та ВМС Італії часів Першої світової війни.

## Історія створення
У 1912 році ВМС Японії замовив в Англії будівництво двох есмінців, які отримали назву «Уракадзе». Японці хотіли отримати сучасні кораблі, а також вивчити передовий досвід кораблебудування. 
Кораблі отримали назви «Уракадзе» і «Кавакадзе». Вони були закладені у 1913 році на верфі фірми Yarrow Shipbuilders в Глазго. Але згодом темпи будівництва різко знизились, бо фірма надавала перевагу будівництву кораблів для свого флоту.
Есмінець «Уракадзе» був збудований у 1915 році і вирушив до Японії.
У 1915 році Італія, яка відчувала брак сучасних есмінців, викупила в Японії «Кавакадзе». Договір був підписаний 7 жовтня 1915 року. Корабель був спущений на воду 27 вересня 1916 року, вступив у стрій 23 грудня того ж року. Спочатку його планувалось назвати «Інтрепідо», але 25 вересня він був перейменований на «Аудаче», на честь корабля, який загинув 30 серпня. 

## Представники
| Корабель                           | Виготовлювач                | Закладено          | Спущено              | У строю             | Статус |
| ---------------------------------- | --------------------------- | ------------------ | -------------------- | ------------------- | --- |
| «Уракадзе» 浦風                    | Yarrow Shipbuilders, Глазго | 1 жовтня 1913 року | 15 лютого 1915 року  | 14 жовтня 1915 року | Виключений зі складу флоту 1 липня 1936 року і перетворений в блокшив Ппошкоджений під час авіанальоту 18 липня 1945 року Розібраний у 1948 році |
| «Кавакадзе» 江風 «Аудаче» «Audace» | Yarrow Shipbuilders, Глазго | 1 жовтня 1913 року | 27 вересня 1915 року | 23 грудня 1916 року | У 1915 році проданий Італії Захоплений німцями 20 вересня 1943 року Потоплений 1 листопада 1944 року                                             |

## Конструкція
Спеціалістами фірми «Ярроу» були розроблені кораблі на базі есмінця «Файрдраке» типу «Акерон», побудованого на фірмі для британського флоту. Але в конструкцію внесли низку суттєвих змін. Корпус виготовлявся зі сталі високого опру і був розділений 19 поперечними перебірками, 12 з яких доходили до верхньої палуби. Поздовжні перебірки були лише у носовій та кормовій частинах, де розміщувались цистерни для рідкого палива.
Однією з важливих вимог замовника була велика дальність плавання. Але парові турбіни з безпосереднім приводом були неекономічні на малих оборотах, тому планувалось зробити силову установку комбінованою: парові турбіни для високих швидкостей і парові турбіни для економного ходу.
У цей час стало відомо, що для цієї ж мети на одному з есмінців, який будувала фірма «Thornycroft», збираються встановити дизель. Тому на есмінцях типу «Уракадзе» також було вирішено встановити комбіновану дизель-парову силову установку. Дизелі та гідравлічні муфти мала постачати німецька фірма «Вулкан». Але з початком Першої світової війни отримати дизелі та гідравлічні муфти було неможливо, тому від встановлення дизелів відмовились, віддавши це місце для додаткового запасу палива.
Артилерійське озброєння складалось з однієї 120-мм гармати «QF 12» та чотирьох 76,2-мм гармат  «QF 4.7».
Торпедне озброєння складалось з двох спарених 533-мм торпедних апаратів, розміщених уздовж бортів.
Після прибуття корабля в Італію на «Аудаче» озброєння було замінене відповідно до стандартів італійського флоту. На есмінці було встановлено сім 102-мм гармат «102/35 Mod. 1914».
Крім того, були встановлені дві 40-мм гармати «Vickers QF 2 pounder Mark II» і два 6,5-мм кулемети.
Торпедні апарати замінили на 450-міліметрові.